# Tobias Lawal
Tobias Okiki Lawal (* 7. Juni 2000 in Linz) ist ein österreichischer Fußballtorwart nigerianischer Abstammung.

## Karriere

### Verein
Lawal begann seine Karriere beim ASKÖ Donau Linz. 2013 wechselte er in die Jugend des FC Pasching. 2014 kam er in die AKA Linz, in der er bis 2018 spielte.
Im Juni 2017 stand er gegen den USV Allerheiligen erstmals im Kader der SPG FC Pasching/LASK Juniors. Im September 2017 wurde er an den viertklassigen FC Wels verliehen. Sein Debüt in der OÖ Liga gab er im selben Monat, als er am achten Spieltag der Saison 2017/18 gegen die Amateure der SV Ried in der Startelf stand. In der Winterpause jener Saison kehrte er zu den Juniors OÖ zurück.
Mit den Juniors OÖ stieg er zu Saisonende in die 2. Liga auf. Zudem rückte Lawal im Sommer 2018 in den Profikader des LASK auf. Im Juli 2018 debütierte er für den FC Juniors OÖ in der zweithöchsten Spielklasse, als er am ersten Spieltag der Saison 2018/19 gegen die Zweitmannschaft des FC Wacker Innsbruck von Beginn an zum Einsatz kam. Insgesamt kam er zu 65 Zweitligaeinsätzen für die Juniors, ehe sich das Team 2022 aus der 2. Liga zurückzog.
Nach dem Abgang von Alexander Schlager wurde Lawal nach fünf Jahren als Ersatztormann 2023 zum Stammtorhüter des LASK. Insgesamt kam er zu 59 Einsätzen in der Bundesliga. Zur Saison 2025/26 wechselte er nach Belgien zum KRC Genk.

### Nationalmannschaft
Lawal debütierte im September 2018 in einem Testspiel gegen Dänemark für die österreichische U-19-Auswahl. Im Juni 2019 spielte er gegen die Schweiz erstmals für die U-20-Mannschaft. Im Juni 2021 gab er gegen die Slowakei sein Debüt im U-21-Team.
Im November 2023 wurde er erstmals für die A-Nationalmannschaft nominiert. Im Mai 2024 wurde er in den vorläufigen Kader Österreichs für die EM 2024 berufen. Den Sprung in den finalen Kader schaffte er aber nicht. Sein Debüt im Nationalteam gab er schließlich im Juni 2025 in der WM-Qualifikation gegen San Marino.

## Persönliches
Lawal wurde als Sohn einer Österreicherin und eines Nigerianers in Linz geboren. Er ist der Bruder von Linda Lawal, die als Journalistin  beim ORF im Sportbereich sowie als Model tätig ist und 2021 zur Miss Austria gewählt wurde.